# Les Ordres
Pour plus de détails, voir Fiche technique et Distribution.
Les Ordres est un film québécois réalisé par Michel Brault, sorti le 27 septembre 1974 à Montréal. 
Le film aborde l'emprisonnement et le mauvais traitement de citoyens innocents découlant de l'emploi par le gouvernement du Canada de la Loi des mesures de guerre durant la crise d'Octobre 1970 au Québec.
C’est le deuxième long-métrage réalisé par le cinéaste Michel Brault après Entre la mer et l'eau douce. Les Ordres lui vaut le prix de la mise en scène au Festival de Cannes 1975. La même année, il a également récolté quatre prix au Canadian Film Awards (l'ancêtre des prix Génie).

## Synopsis
En octobre 1970, à la suite des revendications et actes terroristes du Front de libération du Québec (FLQ), le gouvernement canadien adopte la Loi des mesures de guerre pour rétablir la loi et l'ordre. Cette mesure mènera à l'arrestation arbitraire d'environ 500 personnes, contre lesquelles aucune accusation ne sera portée. Le film suit cinq personnages fictifs durant cet épisode de l'histoire québécoise.

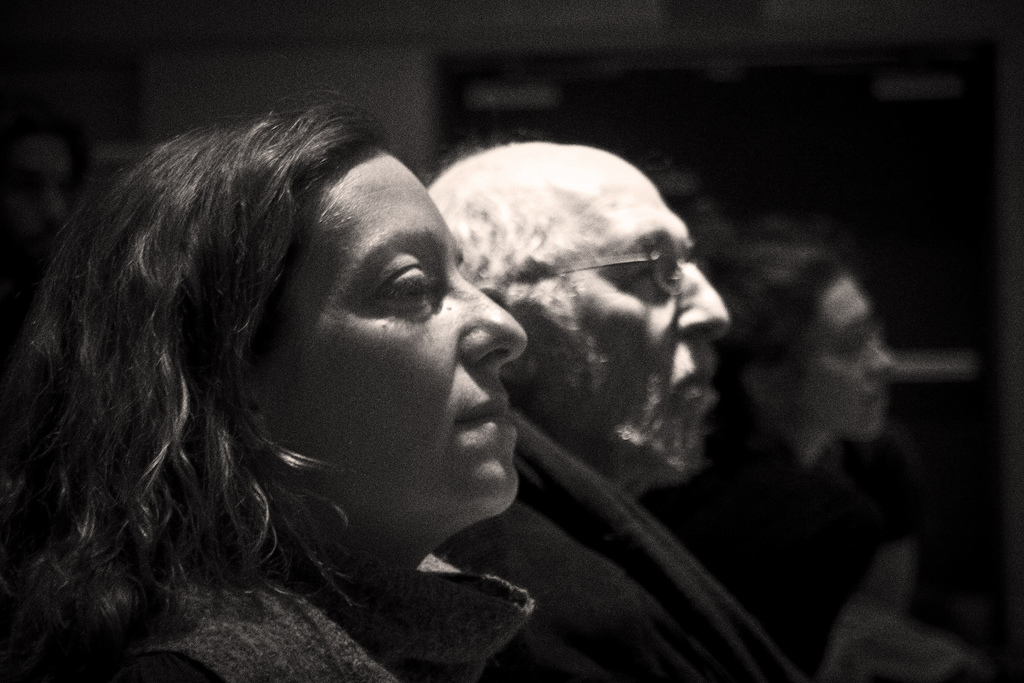
Michel Brault (à droite), réalisateur du film.

## Fiche technique
- Titre : Les Ordres
- Titre anglais : Orderers
- Réalisation : Michel Brault
- Scénario : Michel Brault
- Photographie : François Protat
- Montage : Yves Dion
- Musique : Philippe Gagnon
- Production : Bernard Lalonde
- Maison de production : Productions Prisma
- Budget : $260 000
- Pays d'origine : Canada
- Format : Couleur et Noir et blanc - 35mm
- Langue : Français
- Genre : Drame social
- Durée : 109 minutes
- Date de sortie : 26 septembre 1974

## Distribution
- Jean Lapointe : Clermont Boudreau
- Hélène Loiselle : Marie Boudreau
- Guy Provost : Dr Jean-Marie Beauchemin
- Claude Gauthier : Richard Lavoie
- Louise Forestier : Claudette Dusseault
- Sophie Clément : Ginette Lavoie
- Gilbert Comtois : un policier
- Michel Forget : un policier
- J. Léo Gagnon : l'épicier
- Roger Garand : M. Martineau
- Amulette Garneau : Madame Thibeault
- Louise Latraverse : Claire Beauchemin
- Jean-Pierre Légaré : un policier
- Jean-Pierre Matte : un garde
- Louise Pratte : Louise Boudreau
- Martine Pratte : Martine Boudreau
- Monique Pratte : Monique Boudreau
- Esther Auger : Esther
- Claire Richard : Madame Vézina
- José Rettino : le contremaitre
- Guy Bélanger : le directeur de la prison
- Jean-Maurice Gélinas : Maurice
- Serges Destrempes : Gardien Chef
- Yvon Farley : Photographe

## Réception

### Pierre Vallières
Dans un article du magazine Cinéma Québec paru en décembre 1974, le journaliste Pierre Vallières, membre du FLQ emprisonné pendant la crise d'Octobre, fait une critique acerbe du film. Il reproche au réalisateur Michel Brault d'avoir dépolitisé son film et de « taire l'essentiel des événements dont il tire pourtant sa raison d'être ». Selon lui, « la révolte et l'écœurement qui se promenaient d'un étage à l'autre de Parthenais (la prison où étaient détenus les prisonniers) n'avaient rien  à voir avec les sanglots de Jean Lapointe ni avec les critiques timides du médecin X ». Il déclare que les conversations entre prisonniers étaient très politiques. Vallières croit que Brault contribue ainsi involontairement à une amnésie collective encouragée par les autorités.

## Distinctions
- Festival de Cannes 1975, Prix de la mise en scène : Michel Brault pour Les Ordres
- Canadian Film Awards, Film de l'année : Bernard Lalonde, Guy Dufaux, Claude Godbout pour Les Ordres
- Canadian Film Awards, Meilleur film : Bernard Lalonde, Guy Dufaux, Claude Godbout pour Les Ordres
- Canadian Film Awards, Meilleur scénario original : Michel Brault pour Les Ordres
- Canadian Film Awards, Meilleure réalisation : Michel Brault pour Les Ordres
- Successivement classé en 1984, 1993 et 2004, dans les scrutins périodiquement organisés par le Festival du film de Toronto comme l'un des sept « plus grands films canadiens de tous les temps ».

## Autour du film
- Le tournage du film a eu lieu en novembre 1973 et en mars 1974 à Montréal, Sorel et Saint-Antoine-sur-Richelieu.
- Le scénario est inspiré de l'entrevue d'une cinquantaine de personnes emprisonnées pendant la crise d'Octobre.
- Bien que portant sur la crise d'Octobre, les noms de James Cross, de Pierre Laporte, de Pierre Elliott Trudeau, de Robert Bourassa et du FLQ n'y sont jamais prononcés.